# Strobilanthes multangulus
Strobilanthes multangulus är en akantusväxtart som beskrevs av Raymond Benoist. Strobilanthes multangulus ingår i släktet Strobilanthes och familjen akantusväxter. Inga underarter finns listade i Catalogue of Life.